# Kleber Tayrone
Kleber Tayrone Teixeira Miranda (21 de abril de 1965), é um músico mineiro, conhecido como Kleber Tayrone. É um músico de pop/rock brasileiro. Seu  clip "Pra Ver O Dia Passar" alcançou mais de um milhão de visualizações nas redes sociais, e já está no portal VEVO, a música "Do Meu Jeito" alcançou o Top 10 das paradas em capitais  nordestinas como Recife  e João Pessoa. O EP, "Do meu jeito" foi lançado em 18 de dezembro de 2016 pela Sony Music e já está nos serviços de música Spotify, Deezer, Google Play e Apple Music. O artista tem um estilo pop, com letras e melodias que claramente mostram ter influências das bandas internacionais e nacionais de rock e pop dos anos 80.

## Biografia
o músico nasceu em Pavão, no estado de Minas Gerais, e aos 5 anos foi com sua família para o estado do Pará, onde aos 16 anos conseguiu seu primeiro violão, e montou a sua primeira banda com amigos de faculdade. Aos 18 anos tocava em teatros, praças e festivais de música como guitarrista da banda Jolly Joker. Nos anos 80, sempre envolvido na cena musical local, realizou de forma independente com amigos o festival Rock 6h, que teve várias edições nos anos 90. Em 2012, depois de alguns anos afastado da música formou a Acústica Pop, banda de pop rock com influências dos anos 80, com a qual lançou em 2014 um CD de 10 faixas e dois DVDs ao vivo. Em 2015 lançou um CD instrumental de blues rock, Sunset, que contém músicas como “blues for Gary Moore”. Em 2016 partiu para carreira solo de cantor e compositor, lançando seu primeiro álbum, EP solo 'Do Meu Jeito' pela Sony Music do Brasil.

## Principais trabalhos
Guitarrista  da banda Jolly Joker - 1981
Acústica POP - 2012
Disco solo instrumental - 2015
EP solo 'Do Meu Jeito' - 2016

## Prêmios
Banda Pop revelação de 2014, Rádio liberal Belém-PA
Músico Pop revelação 2015 - Rádio Transamérica Recife-PE
Melhor EP de Pop 2016 – Divulgadores Norte-Nordeste

## Discografia
CD banda Acústica Pop - 2014 - Tratore (Independente)
EP – Do Meu Jeito - 2016 - Sony Music Brasil
CD Solo Instrumental - 2017 - Tratore (Independente)